# Акт (театр)
Акт или Действие, в драматургии и сценическом искусстве, часть произведения (драмы, пьесы, оперы, балета, пантомимы и пр.); завершённый кусок в развитии общего хода пьесы (акт от лат. actum содеянное, совершённое), отделённый от остальных кусков перерывом, причём перерыв между актами может быть длительным, когда действия отделяются т. н. антрактами, или быть очень кратким, условно отмечаемым падением занавеса с незамедлительным затем возобновлением представления.  Акт может быть поделён на более мелкие части (явления, эпизоды, сцены, картины).
Теоретически, исходя из анализа конструкции трагедии в её классических образцах, можно предположить, что традиция деления на акты имеет своим истоком те общие правила, которые намечал ещё Аристотель, утверждая построение трагедии на трёх основных моментах: изложение — завязка, перипетия — поворот к лучшему или худшему, и развязка — катастрофа. Эти три момента составляют три акта, но при расширении действия, между этими частями вводятся в позднейших пьесах ещё дальнейшие акты, обыкновенно нечётное число, чаще всего пять. В индийских драмах число актов значительно больше, а в китайских доходит до 21.
Густав Фрейтаг («Техника драмы») вносит в аристотелевскую схему поправку, насчитывая в драме 8 наиболее значительных моментов драматического действия:
1. вступление, которое может принимать форму пролога;
2. момент возбуждения;
3. восхождение;
4. высший пункт восхождения;
5. трагический момент;
6. нисхождение;
7. момент последнего напряжения и, наконец,
8. катастрофа.

Но М. Каррьер в своём известном труде «Драматическая поэзия» (русский перев. В. Я. Яковлева, Петерб., 1898 г.) эти 8 моментов, естественно вызывающих необходимость в 8 актах или картинах, сводит к четырём: 1) вступление (экспозиция); 2) поднятие действия; 3) перелом (перипетия) и 4) нисхождение. В сущности, для построения драмы нужны только три акта, соответствующие началу, середине и концу действия. Но середина, обычно более богатая содержанием, в свою очередь раскрывается в трёх актах, так что во втором акте драмы помещается начало развития, в третьем — высший момент конфликта, в четвёртом — действие идёт к развязке, пятый приносит конец. Но разделение пьес на акты есть вообще драматургический приём сравнительно позднего происхождения. Древние трагики с их идеальной конструкцией формы всё-таки не делили своих трагедий на акты — это было за них сделано их комментаторами и переводчиками. Не знают деления на акты и старые испанские мастера.
Вообще следует заметить, что как самоё расчленение на акты, так и определение их числа есть условность. Совершенно очевидно, например, что число актов и картин в шекспировских пьесах было установлено по соображениям чисто техническим и объясняется устройством сцены эпохи Елизаветинского театра в Англии. Вообще, чисто техническая сторона — то или иное оборудование сцены, наличие средств монтажа, и в особенности, новейшие системы вертящихся сцен — вот что принимается драматургами во внимание в деле установления количества актов в их пьесах. В этом отношении знаменательно, что Л. Н. Толстой, дававший во «Власти тьмы» и в «Плодах просвещения» традиционное число актов, разбил «Живой труп» на огромное число картин, объясняя это тем, что писал пьесу для театра с новейшей конструкцией сцены.
Самым главным техническим фактором, определяющим как длительность отдельного акта, так и продолжительность паузы, в театре XVIII—XIX веков являлось освещение сцены и оркестровой ямы. Время горения стандартной театральной свечи определило длительность акта. Время, требующееся для установки новых свечей, ограничило время паузы.
Более поздние драматурги делят свои пьесы почти произвольно. Во всяком случае, изучая технику Ибсена, Гауптмана, Зудермана, Шоу, — нельзя установить у них каких-нибудь правил относительно распределения на акты и их числа. Обычная традиция требует для трагедии 5, для драмы 4 и для комедии (в особенности для фарса) 3 акта. Из русских драматургов едва ли не один Гоголь в «Ревизоре» и отчасти в «Женитьбе» в распределении идеально построенных своих комедий на акты приблизился к той схеме 5 действий, о которой говорят теоретики драмы.